# كارلو لومباردو
كارلو لومباردو (بالإيطالية: Carlo Lombardo)‏ هو ملحن إيطالي، ولد في 28 نوفمبر 1869 في نابولي في إيطاليا، وتوفي في 19 ديسمبر 1959 في ميلانو في إيطاليا.

## وصلات خارجية
- كارلو لومباردو على موقع ميوزك برينز (الإنجليزية)
- كارلو لومباردو على موقع قاعدة بيانات برودواي على الإنترنت (الإنجليزية)
- كارلو لومباردو على موقع ديسكوغز (الإنجليزية)